# Leptapoderus simulans
Leptapoderus simulans is een keversoort uit de familie bladrolkevers (Attelabidae). De wetenschappelijke naam van de soort werd in 1927 gepubliceerd door Eduard Voss.